# I Threes
I Threes — ямайское вокальное трио, сформированное Бобом Марли для Bob Marley & The Wailers в 1974 году после распада группы The Wailers и началом сольной карьеры Питером Тошем и Банни Уэйлером.

## История возникновения и состав
В состав группы входили: жена Боба Марли Рита Марли, Джуди Моуатт и Марсия Гриффис.
Марсия Гриффис уже была известной певицей, когда «I Threes» собрались вместе. Ее дуэтные записи с Бобом Энди, в том числе «Young, Gifted and Black», привлекли мировое внимание. Вскоре после смерти Боба Марли трио распалось, его участницы решили заняться сольной карьерой

## Дискография
- 1986 — «Beginning»
- 1990 — «Music for World»